# Villamarín (Grado)
Villamarín es una parroquia del concejo de Grado, en el Principado de Asturias (España). Alberga una población de 19 habitantes (INE 2019) en 59 viviendas. Ocupa una extensión de 8,46 km².
Se encuentra situada en el área meridional del concejo. Limita al norte con las parroquias de Restiello y Santianes; al este con el concejo de Yernes y Tameza, concretamente con la parroquia de Villabre; al sur con la de Las Villas; y al oeste con el concejo de Belmonte de Miranda, concretamente con las parroquias de San Martín de Ondes y Belmonte.
El lugar aparece citado en una donación del año 1148 recogida en la Colección Diplomática del Monasterio de Belmonte, así como en otro documento del año 1151 en el que el rey Alfonso VII de León, junto a sus hijos Sancho, Fernando y Sancha, confirma las propiedades del mencionado cenobio, entre las que figura esta entidad.
En el año 1217 Alfonso y Gonzalo Rodríguez, donan a su hermano Don Pedro, abad de Lapedo, posesiones en diversos lugares entre los que se encuentra el de Villamarín.
De las edificaciones que conforman el núcleo destaca la denominada Casa de la Cuesta, típica vivienda solariega asturiana, con capilla.
El templo parroquial ha sido restaurado en fechas recientes, como apunta Carlos Cid, tipológicamente parece obra del siglo XVIII, aunque es posible que sea del siglo XIX.
Se celebra con oficio religioso y romería la festividad de San Benito, el tercer domingo de septiembre.
Entre los hijos ilustres de Villamarín se puede citar a Don Juan Antonio Menéndez Fernández, obispo de Astorga  entre los años 2015 y 2019.

## Poblaciones
Según el nomenclátor de 2019 la parroquia está formada por una única población:
- Villamarín (lugar): 19 habitantes.

El lugar de Villamarín se asienta a media ladera, en la vertiente occidental de la cuenca alta del Río Cubia, orientado al sudeste, a una altitud que oscila entre los 550 y los 600 m s. n. m. Dista aproximadamente 22 km de la capital del concejo, Grado, a través de la carretera AS-311.